# Stella Maris
Stella Maris és un edifici del municipi de Roses (Alt Empordà) inclòs en l'Inventari del Patrimoni Arquitectònic de Catalunya.

## Descripció
Edifici situat a primera línia de mar, a la part occidental de la ciutat de Roses, a la zona edificada entre la Ciutadella i la platja de Roses. Forma cantonada entre el Passeig Marítim i el carrer de Santa Maria.
Es tracta d'un habitatge unifamiliar aïllat, amb jardí, format per diverses crugies adossades i que consta de planta baixa, on hi ha el garatge, el celler i el rentador, i l'habitatge a dues plantes pis. La teulada és a dues vessants de teula, amb el carener perpendicular a la façana del Passeig Marítim i doble ràfec, de maó pla i de teula invertida. Envoltant tota la crugia central hi ha una galeria d'arcs de mig punt, amb els pilars bastits amb pedra i coberta amb volta per aresta.
Totes les obertures estan emmarcades amb pedra, a manera de carreus o bé dovelles. Les finestres de la planta baixa presenten quatre carreus de pedra picada, desbastats, i amb l'ampit motllurat. Al primer pis, tant les portes com les finestres presenten obertura rectangular adovellada, algunes d'elles amb decoració superposada a manera de guardapols i l'ampit motllurat i d'altres només motllurades per la part interna de l'obertura. Els finestrals més grans presenten llindes esglaonades i decorades amb petits escuts centrals. Les obertures del segon pis són petites finestres d'arc de mig punt, amb els brancals de pedra i l'ampit corregut. Exteriorment, les façanes es troben estucades i pintades, amb un gran sòcol de pedra escairada irregularment i lligada amb morter.

## Història
L'edificació conforma, juntament amb les altres cases del passeig Marítim, una primera línia de mar homogènia amb un estil arquitectònic de caràcter mediterrani. Aquesta casa d'estiueig va ser dissenyada per l'arquitecte gironí Alexandre Bonaterra i Matas. El promotor de l'obra va ser Joan Sagué i Costa i la tramitació de tots el permisos de l'ajuntament s'iniciaren l'any 1954.